# 花乃衣美優
花乃衣 美優（はなのい みゆう、2000年〈平成12年〉3月3日 - ）は、日本の女性モデル、レースクイーン。大阪府出身。イー・スマイル所属。愛称は「みゆしゃん」。

## 略歴
大学在学中の2019年からスカイハイプロモーションズに所属し「花野井みゆ」の芸名でモデル活動を開始。2020年2月の大阪オートメッセではTRDモデリスタブースのコンパニオン『TRD MUSE』を務めた。
2020年11月30日に発表された『Beauty Model Contest2020』では準グランプリを獲得。モデルプレス賞、ミクチャ配信ポイント賞、ファイン賞も受賞した。
翌2021年、SUPER GT300クラスに参戦する「MAX Racing」をサポートする『MAX Girls』として念願のRQデビューを果たしたが、同年11月末をもってスカイハイプロモーションズとの契約を終了。翌2022年2月、イー・スマイルへの移籍と共に本名の「花乃衣美優」として再出発する。
2022年はSUPER GT『ZENT sweeties』とスーパー耐久『muta racing fairies』を兼任する他、伊勢崎オートレース場のイメージガール『G☆smil』（ジー・スマイル）や西口プロレスのリングガール『西口向上委員会』にも参加する。
2022年9月25日、東京オートサロンイメージガール『A-class』の2023年度メンバーに選出。自身初のオートサロン出演を果たした。大阪府出身者がA-classメンバーに起用されたのは、2015年の竹田愛以来8年ぶりとなる。
2023年はタックルベリーのイメージガール『ベリーガールズ』の他、SUPER GTではK-tunes Racingのレースクイーンに当たる『Win G』（ウィン・ジー）、スーパーフォーミュラでは「IMPUL LADY」としてITOCHU ENEX TEAM IMPULのレースクイーンを担当。またスーパー耐久では安田七奈と共に「Audi Team Hitotsuyama」のレースクイーンを務めていた。
2024年1月13日に発表された『日本レースクイーン大賞2023』では実行委員会特別賞と、冠スポンサーの「メディバンネップリ賞」をW受賞した。同年も引き続き『Win G』としてK-tunes RacingのRQを務める他、同11月5日には、同じ事務所の木村楓・八乙女あんなと共にRIZINガールの2025年度メンバーに選ばれた。
2025年は『D'station フレッシュエンジェルズ』メンバーとして、SUPER GT（GT300）とスーパー耐久（ST-X/ST-1）の2カテゴリーで活動する。同年には「真夏の水着祭」出演も話題となった。8月18日、同季限りでレースアンバサダー（レースクイーン）を卒業することを発表した。

## 人物
- 祖父がモータースポーツ好きだったこともあってか、子供の頃からサーキットに遊びに行っていたという[2]。スカイハイ在籍時にはKAWASAKI・KAZEギャルとしてイベント参加した経験があったが[24][25]、コロナ禍により本格的なRQデビューは21歳になってからだった[2]。MAX Girlsで共働した永原芽衣[7]や、同じ事務所でA-classでも共働する松田蘭・朝倉咲彩とは『西口向上委員会』でも共演[13]。更に松田とはベリーガールズでも共働している[注 1]。
- 小学生から中学生までテニスを習っていた[2]。
- 辛い物を食べることが趣味である[11]。
- 医療系の女子大学に通い[2]、卒業時には国家資格を取得している[4][26]。

## レースクイーン歴
| 年     | カテゴリー            | チーム名                                                                | 他メンバー                                          | 出典   |
| ------ | --------------------- | ----------------------------------------------------------------------- | --------------------------------------------------- | ------ |
| 2021年 | SUPER GT              | Max Girls （#244 Max Racing）                                           | 永原芽衣                                            | [ 7 ]  |
| 2022年 | SUPER GT              | ZENT sweeties （#38 TGR TEAM ZENT CERUMO）                              | 亀澤杏菜・藤井マリー・松田蘭 黒木麗奈・ナタリア聖奈 | [ 10 ] |
| 2022年 | スーパー耐久          | muta racing fairies （#38・63 TRACY SPORTS）                            | 葉月美優・桐嶋しずく・緒方千捺                      | [ 11 ] |
| 2023年 | SUPER GT              | K-tunes Racing「Win G」 （#96 LEXUS RC F GT3）                          | 井上みづな・長坂有紗                                | [ 16 ] |
| 2023年 | スーパーフォーミュラ  | ITOCHU ENEX IMPUL LADY （#19・20 ITOCHU ENEX TEAM IMPUL SF23）          | 福江ななか                                          | [ 17 ] |
| 2023年 | スーパー耐久          | Audi Team Hitotsuyama レースクイーン （#21 ファンディーノ Audi R8 LMS） | 安田七奈                                            | [ 3 ]  |
| 2024年 | SUPER GT              | K-tunes Racing「Win G」 （#96 LEXUS RC F GT3）                          | 長坂有紗・川田明日未                                | [ 19 ] |
| 2024年 | スーパー耐久          | Hitotsuyama レーシングアンバサダー （#21 Mercedes-AMG GT4)              | 安田七奈 ・廣川エレナ                               |        |
| 2024年 | スーパーフォーミュラ  | マツキヨアンバサダー （#19・20 ITOCHU ENEX TEAM IMPUL SF23)             |                                                     |        |
| 2024年 | D1 GRAND PRIX         | VALINOガールズ                                                          |                                                     |        |
| 2025年 | SUPER GT スーパー耐久 | D'station フレッシュエンジェルズ                                        | 水瀬琴音・廣川エレナ 橘香恋・塚越愛実               | [ 21 ] |

## 出演

### 配信
- マシェバラ「西口向上↑↑放送部」（2022年4月 - ）[13]
- OPENREC.tv「みゆしゃんのEverything Radio」（2022年7月 - ）

### イベント
- カワサキコーヒーブレイクミーティング2019（2019年11月24日、千葉県・ロングウッドステーション[24]／2019年12月8日、沖縄県・宜野湾港マリーナ[25]）
- 大阪オートメッセ2020「TRDモデリスタ・TRD MUSE」（2020年2月14日 - 16日、インテックス大阪）[5]
- 東京オートサロン
  - TAS2023 イメージガール「A-class」[14]
  - TAS2024 「VELENO&Garage力」ブースコンパニオン[注 2]
- 近代麻雀水着祭2024（2024年4月28日、しらこばと水上公園）[29]
- 近代麻雀水着祭FINAL（2024年9月23日、しらこばと水上公園）[注 3]

### 雑誌
- 週刊プレイボーイ2024年No.43/44「NIPPONグラドル58人」（2024年10月6日発売、集英社）[注 4]